# ثيلما أوياما
ثيلما أوياما (باليابانية: 青山テルマ؛ بالكانا: あおやま テルマ) هي مغنية يابانية، ولدت في 27 أكتوبر 1987 في نارا في اليابان.

## وصلات خارجية
- الموقع الرسمي
- ثيلما أوياما على موقع ميوزك برينز (الإنجليزية)
- ثيلما أوياما على موقع ديسكوغز (الإنجليزية)
- ثيلما أوياما على موقع قاعدة بيانات الفيلم (الإنجليزية)